# Cafestol
Il cafestol è un diterpene presente nel caffè.